# Beschorneria tubiflora
Beschorneria tubiflora es un miembro mexicano de la subfamilia Agave, la Agavoideae, de la familia Esparagus, Asparagaceae.

## Descripción
Beschorneria tubiflora, que no tiene un nombre común, es una planta perenne y suculenta que no desarrolla tallo. Su inflorescencia se extiende hasta 1,8 m de altura sobre un delgado pedúnculo. El pedúnculo surge de una roseta de hojas resistentes y delgadas cuyos márgenes presentan numerosos dientes cortos en forma de sierra.

## Hábitat
Hay poca información publicada sobre el hábitat. Sin embargo, las observaciones de una planta silvestre en iNaturalist indican que habita en bosques madrenses de pino-encino en las montañas, como se observa en iNaturalist observación #222470999.

## Distribución
Esta especie, raramente observada, actualmente se conoce de los estados mexicanos de Hidalgo, México, Querétaro y San Luis Potosí.